# Not A Second Time
Not A Second Time е името на четвъртия албум на германската готик група Ophelia's Dream. Излиза на 12 ноември 2004 г.
За разлика от предишните албуми на дуото, „Not A Second Time“ предлага по-разнообразни като стил композиции – от средновековни салтарели и барокови композиции до изпълнения на Модест Мусоргски.
Вокалите са на Сузане Щиерле, като в някои от песните пее и баритонът Инго Шауб. Композициите (с изключение на „Il Vecchio Castello“ по музика на Модест Мусоргски) и текстовете са на Диетмар Грьолих.

## Музиканти
- Алмут Ритер – цигулка
- Рейчъл Търнър Хаук – виолончело
- Инго Шауб – баритон

## Песни
- 1. Lady Magdalen
- 2. Egredimini
- 3. Exsolutio
- 4. Saltarno
- 5. De Torrente
- 6. Amica Mea
- 7. All Beauty Is Lost
- 8. Il Vecchio Castello
- 9. Interlude I
- 10. Ladonna Wosh
- 11. Interlude II
- 12. Quae Dementia
- 13. Lady Magdalen's Reprise
- 14. Danse macabre